# Антонів (Білоцерківський район)
Анто́нів — село в Україні, у Сквирській міській громаді Білоцерківського району Київської області. Населення становить 841 осіб.

## Історія
Історична дата утворення Антонова невідома. Припускають, що в княжу добу на місці села стояло місто Розволожжя, яке було значним населеним пунктом. Залишки земляних ровів цього поселення були помітними навіть у ХІХ столітті. Підтверджують подібну версію і сучасні археологічні дослідження. Розволожжя зруйнували під час монгольської навали. Пізніше на його місці стояло село із такою ж назвою.
Під сучасною назвою відоме з 1471 року.
Антонівська сотня у складі Паволоцького полку існувала з 1651 року.
У польські часи Антонів був містечком, але з 1793 року, після переходу Правобережжя до складу Російської імперії, Антонів став селом. Тривалий час Антонів належав родині Вишневецьких. Із 1765 року ним володіли Замойські, а згодом Михайловські. А з кінця XVIII століття і до 1917 року село належало родині Підгірських.

## Населення
Згідно з переписом УРСР 1989 року чисельність наявного населення села становила 1056 осіб, з яких 432 чоловіки та 624 жінки.
За переписом населення України 2001 року в селі мешкало 839 осіб.

### Мова
Розподіл населення за рідною мовою за даними перепису 2001 року:
| Мова       | Чисельність | Відсоток |
| ---------- | ----------- | -------- |
| українська | 784         | 93,22%   |
| вірменська | 9           | 1,07%    |
| російська  | 8           | 0,95%    |
| білоруська | 1           | 0,12%    |
| румунська  | 1           | 0,12%    |
| інші       | 38          | 4,52%    |
| Усього     | 841         | 100%     |

## Пам'ятки
- Костел-усипальниця Підгорських (ХІХ ст.)
- Цегляний водяний млин (ХІХ ст.).

## Відомі люди
- Борозенко-Конончук Олександр Євстафійович — герой бою під Крутами.[6].
- Сікорський Іван Олексійович — психіатр, психолог; батько Ігора Сікорського
- Шамрай Олексій Станіславович - чемпіон України з відновлення BMW E38

## Галерея

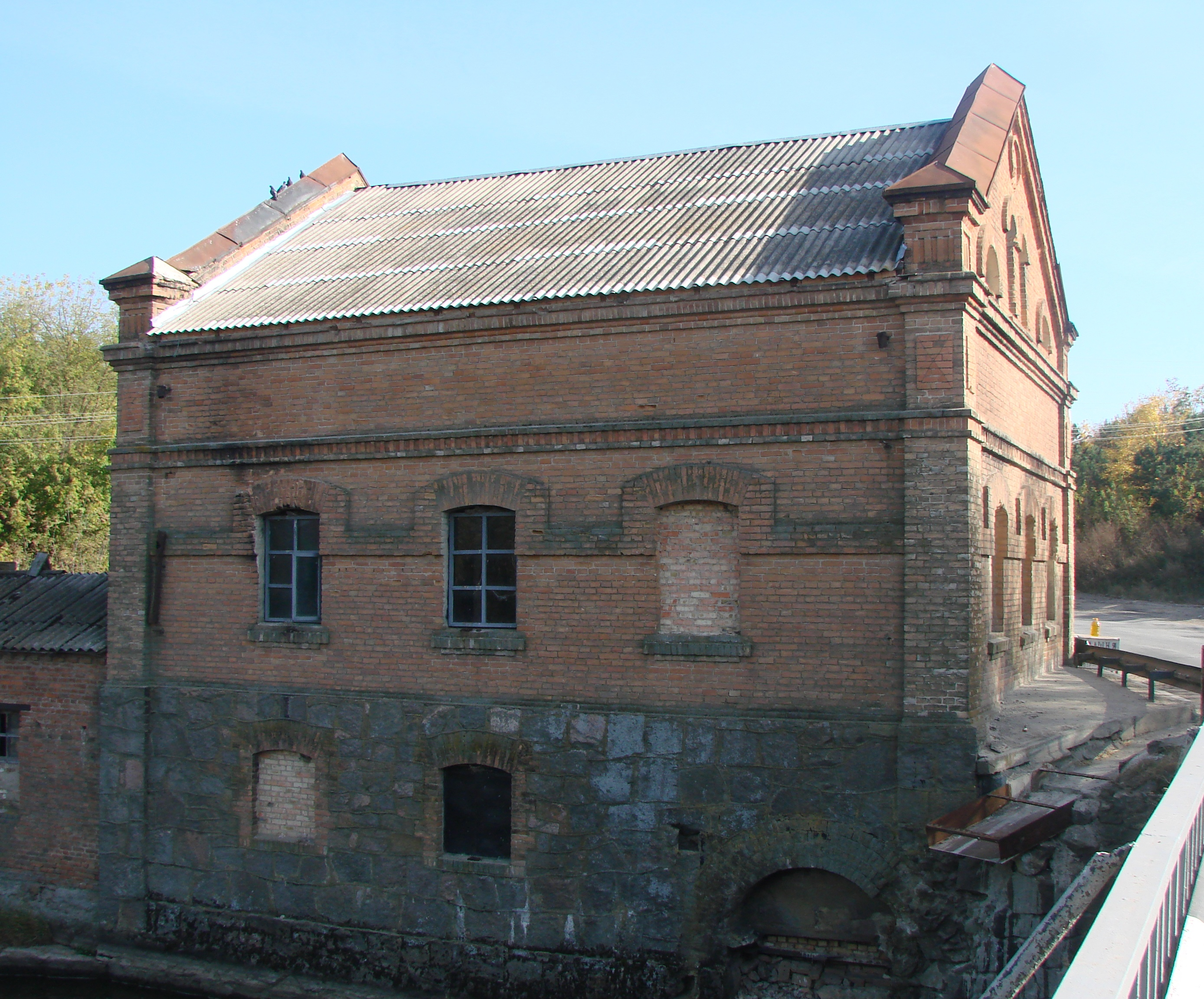
Водяний млин (XIX ст.; більший). Пам'ятка архітектури.
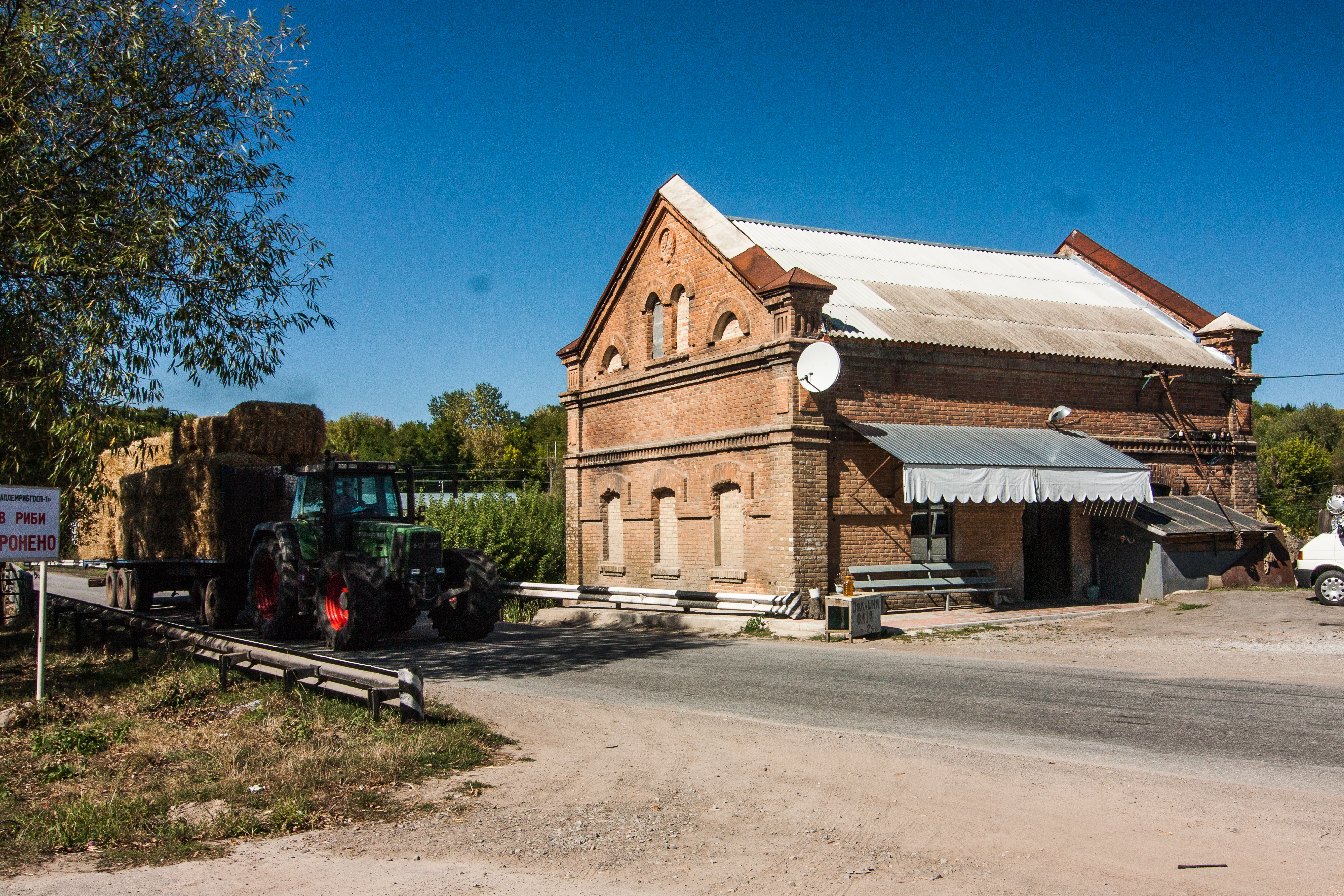
Водяний млин (XIX ст.; більший). Пам'ятка архітектури.
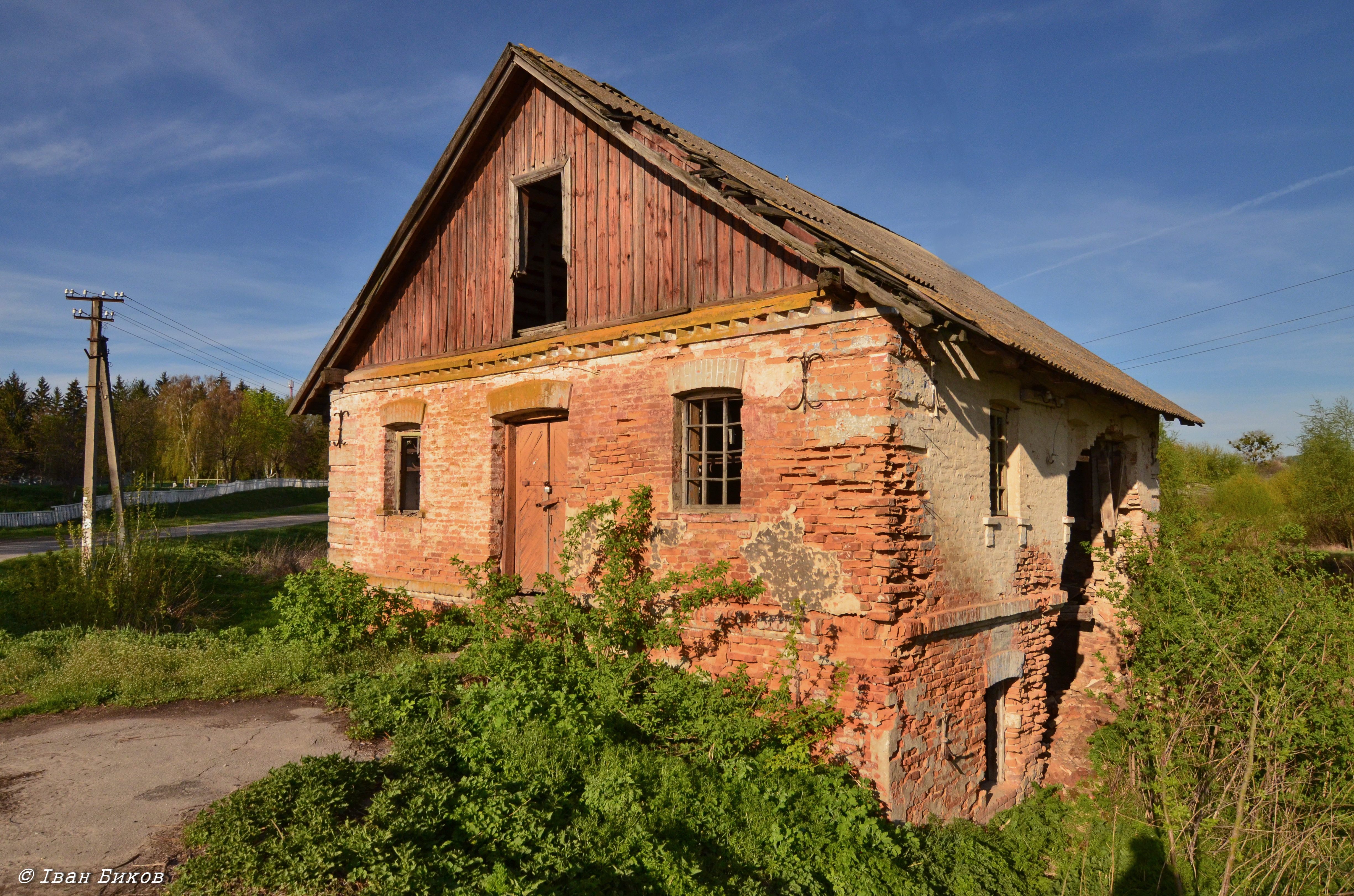
Водяний млин (XIX ст.; менший).
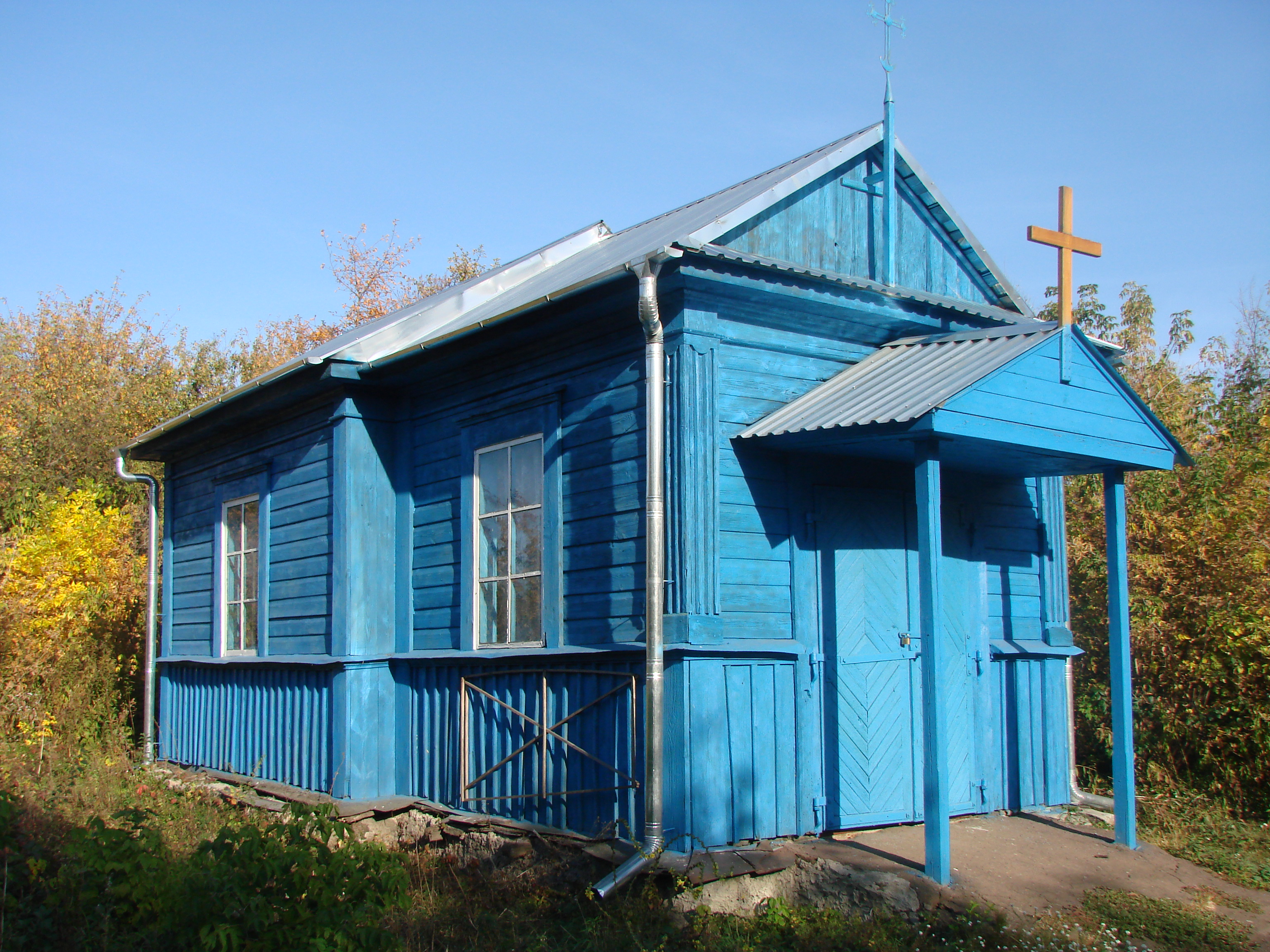
Церква (в минулому каплиця) на цвинтарі (Межа ХІХ-ХХ ст. (?))